# Rio Căpăţâna (Tazlău)
O Rio Căpăţâna é um rio da Romênia, afluente do Tazlăul Mare, localizado no distrito de Bacău.